# Petra Haden
Petra Haden (New York, 1971. október 11. –) amerikai hegedűs, dzsessz- és popénekesnő, hangszerelő. Petra Haden Charlie Haden basszusgitáros dzsesszzenész lánya; Rachel Haden basszusgitáros, Tanya Haden csellista, és Josh Haden basszusgitáros-énekes testvére.

## Pályafutása
Utcazenészeket hatására hétévesen hegedülni kezdett. Később elkezdte újrateremteni a hallott hangszerek hangjait, és kifinomult pop-, dzsessz-, blues- és klasszikus feldolgozásokat épített rá ezekre a hangokra. Középiskolás korában édesapja vett neki egy négysávos hangrögzítőt, amire éneksávokat is rá lehetett tenni.
Haden az 1990-es években a That Dog nevű kvartettel lett ismert − amelyben testvére, Rachel Haden is szerepelt. Három punk pop albumuk született. 1996-ban Petra Haden adta ki első szólóalbumát „Imaginaryland” címmel. Aztán két albuma Alicia J. Roseval duóként jött létre. A Petra Haden Sings: The Who Sell Out című albumot 2005-ben követte a The Who's The Who Sell Out (1967) című nagylemez. 2005-ben Bill Frisellel kiadta a Petra Haden és Bill Frisell albumot − George Gershwintől Tom Waitsig.
Paul Motian a The Windmills of Your Mind (2012) című projektben szerepelt. Haden Petra Goes to the Movies (2013) című albuma a filmzene iránti rajongását tükrözi. Ezután Két albuma következett Jesse Harris zenéjével: Petra Haden Sings Jesse Harris – Seemed Like a Good Idea (2016, 2020). A Nick Haywood Quintettel kiadta a „Songs from My Father” című élőalbumát (2021).
Petra Haden 2021-ben testvéreivel, Rachel Haden basszusgitárossal és Tanya Haden csellistával Haden The „Haden Triplets” néven lépett fel. Ry Cooder készítette az azonos című albumot még 2014-ben.

## Albumok
- 1996: Imaginaryland
- 1999: Bella Neurox (with „Miss Murgatroid”)
- 2004: Petra Haden & Bill Frisell
- 2005: Petra Haden Sings: The Who Sell Out
- 2008: Hearts and Daggers (with Miss Murgatroid)
- 2011: The Windmills of Your Mind (with Paul Motian & Bill Frisell & Thomas Morgan)
- 2013: Petra Goes to the Movies
- 2016: Seemed Like a Good Idea (with Jesse Harris)
- 2018: Behind The Shade (James Williamson and the Pink Hearts featuring Frank Meyer and Petra Haden)
- 2019: Harmony (with Bill Frisell, Hank Roberts & Luke Bergman)
- 2019: Joey Always Smiled (with Mark Kozelek)
- 2020: Songs for Petra (John Zorn and Jesse Harris featuring Petra Haden)
- 2020: Songs from My Father (with Nick Haywood Quintet)
- 2021: Back to the Garden (with Nick Haywood)
- 2022: Devotional (with The Lord)

## Díjak
- 1987: ARIA Music Awards

## Fordítás
Ez a szócikk részben vagy egészben  a   Petra Haden című német Wikipédia-szócikk ezen változatának fordításán alapul.  Az eredeti cikk szerkesztőit annak laptörténete sorolja fel. Ez a jelzés csupán a megfogalmazás eredetét és a szerzői jogokat jelzi, nem szolgál a cikkben szereplő információk forrásmegjelöléseként.